# Guarinuma (Caname)
Pour les articles homonymes, voir Guarinuma.
Guarinuma est la capitale de la paroisse civile de Caname dans la municipalité d'Atabapo dans l'État d'Amazonas au Venezuela sur l'Orénoque qui fait ici frontière avec la Colombie.